# Marek Krejčí
Marek Krejčí (Bratislava, 20 de novembro de 1980 – Maitenbeth, 26 de maio de 2007) foi um futebolista eslovaco que jogava como atacante.

## Carreira
Entre 1998 e 2001, Krejčí atuou em 2 clubes de seu país natal, o Inter Bratislava e o Spartak Trnava. Assinou com o Győri ETO em setembro de 2001, mas disputou apenas 3 partidas pela equipe da Hungria em 2 temporadas, regressando ao futebol eslovaco em 2003 para defender o Artmedia, onde atuou em 34 jogos e marcou 15 gols.
Contratado em 2004 pelo Wacker Burghausen, da segunda divisão alemã, por empréstimo de uma temporada, o atacante assinou em definitivo com o clube, atuando em 87 partidas e marcando 26 gols no total. 

## Seleção Eslovaca
O único jogo de Krejčí pela Seleção Eslovaca foi em março de 2004, contra a Áustria.

## Morte
Na manhã de 26 de maio de 2007, o atacante dirigia seu Audi S3 quando perdeu o controle do carro e saiu da estrada. Ele não conseguiu sair do veículo, que bateu o teto numa árvore e morreu aos 26 anos de idade. A causa do acidente foi excesso de velocidade. Krejčí, que era casado, deixou ainda uma filha de 10 anos.

## Homenagem
Três dias após o acidente, o Wacker Burghausen decidiu aposentar a camisa 11 em homenagem a Krejčí.